# Joe Gores
Pour les articles homonymes, voir Gores.
Œuvres principales
- La Loi des minets
- Hammett

Joe Gores, né le 25 décembre 1931 à Rochester dans le Minnesota et mort le 10 janvier 2011 à Greenbrae en Californie, est un écrivain américain de nouvelle et de roman policier.

## Biographie
Après des études à l’université Notre Dame en Indiana et à l’université Stanford en Californie, Joe Gores exerce divers métiers dont celui de détective privé pendant 12 ans. Il se servira de son expérience dans une partie de son œuvre.
Il écrit sa première de ses nombreuses nouvelles en 1963. Elles sont publiées dans différentes revues comme Manhunt, Mike Shayne's Mystery Magazine, Ellery Queen's Mystery Magazine, Argosy… obtenant pour Goodbye, Pops le prix Edgar-Allan-Poe de la meilleure nouvelle en 1970. Son premier roman, A Time of Predators parait en 1969 et obtient également le prix Edgar-Allan-Poe dans la catégorie premier roman. Ce roman aborde les questions de la vengeance et de l’autodéfense. Son deuxième roman, Dead Skip publié en 1972 nous fait découvrir les détectives privés de l’agence Dean Kearney & Associates spécialisées dans le recouvrement de créances. Ils sont les héros de six romans et douze nouvelles. Dans Interface, publié en 1974, le héros est Neal Fargo, detective privé à San Francisco. En 1975, dans Hammett, il met en scène Dashiell Hammett qui effectue, en 1928, une dernière enquête à San Francisco tout en faisant ses débuts d’écrivain. Ce roman est adapté au cinéma, réalisé par Wim Wenders avec Frederic Forrest dans le rôle-titre.
Il écrit des scénarios pour plusieurs séries télévisées comme Kojak. Pour un des épisodes, No Immunity for Murder, il obtient un troisième prix Edgar-Allan-Poe dans la catégorie du meilleur scénario de série télévisée.
Joe Gores est un des trois auteurs à avoir reçu trois Edgars dans trois catégories différentes. Les deux autres auteurs étant Donald E. Westlake et William L. DeAndrea. À la fin des années 1980, il est le président de la Mystery Writers of America. Il a reçu en 2008, The Eye – Lifetime Achievement Award.
Écrivain facétieux, Joe Gores fait, dans ses écrits, des allusions à d’autres auteurs de romans policiers dont il est l’ami. Ainsi dans Dead Skip, le héros ne lit que du Richard Stark et un truand se nomme Parker (voleur héros de la série éponyme de Richard Stark) et dans Hammett, le responsable du trafic d’alcool s’appelle Pronzini et l’amie de Hammett Goodie Osborne, nom du premier directeur de Black Mask, Frances Osborne.

## Œuvre

### Romans

#### SérieDean Kearney Associates
- Dead Skip (1972) Publié en français sous le titre Vous saisissez ?, Gallimard Série noire no 1615, 1973
- Final Notice (1973) Publié en français sous le titre Dernier Avertissement, Minerve, 1989
- Gone, No Forwarding (1978) Publié en français sous le titre Inconnue au bataillon, Gallimard, Série noire no 1733, 1979
- 32 Cadillacs (1992)
- Contract: Null and Void (1996)
- Cons, Scams and Grifts (2001)

#### Autres romans
- A Time of Predators (1969), (Prix Edgar-Allan-Poe du meilleur premier roman) Publié en français sous le titre La Loi des minets, Gallimard, Série noire no 1345, 1970
- Interface (1974) Publié en français sous le titre Double Jeu, Minerve, 1987
- Hammett (1975) Publié en français sous le titre Hammett, Gallimard, Super noire no 57, 1976 ; réédition, Gallimard, Carré noir no 449, 1982. Cette traduction est amputée de 5 chapitres ! Le texte intégral est publié en 1994 dans la Série noire, no 2366 ; réédition, Folio policier no 550, 2009
- Come Morning (1986)
- Wolf Time (1989)
- Dead Man (1993)
- Menaced Assassin (1994)
- Cases (1999) Publié en français sous le titre Privé, Éditions du Rocher, 2005 ; réédition chez Rivages/Noir no 667, 1987
- Glass Tiger (2006)
- Spade and Archer (2009) Publié en français sous le titre Spade & Archer, Paris, Rivages/Thriller, 2011 ; réédition chez Rivages/Noir no 1001, 2015

### Nouvelles

#### SérieDean Kearney Associates
- File #1: The Mayfield Case (1967)
- File #2: Stakeout on Page Street (1968)
- File #3: The Pedretti Case (1968) Publié en français sous le titre Les Trois Moitiés, Mystère magazine no 252, février 1969
- File #4: Lincoln Sedan Deadline (1968)
- File #5: The Maria Navarro Case (1969)
- File #6: Beyond the Shadow (1972)
- File #7: O Black and Unknown Bard (1972)
- File #8: The O'Bannon Blarney File (1973)
- File #10: The Maimed and the Halt (1976)
- File # 9: Full Moon Madness (1984)
- File #11: Jump Her Lively, Boys ! (1984)
- File #12: Do Not Go Gentle (1989)

#### Autres nouvelles
- Chain Gang (1957)
- Killer Man (1958)
- Down and Out (1959)
- You Aren't Yellow (1960)
- Sailor's Girl (1961)
- Night Out (1961)
- The Mob (1961)
- Muscle Beach (1962)
- The Main Chance (1962)
- Trouble in Papeete (1962)
- Darl I Luv U (1963) Publié en français sous le titre Mnch je vs m, Mystère magazine no 262, décembre 1969
- The Price of Lust (1963)
- Sweet Vengeance (1964)
- My Buddy (1965)
- A Sad and Bloody Hour (1965)
- The Seeker of Ultimates (1965)
- Kanaka (1966)
- The Second Coming (1966) Publié en français sous le titre Le Suivant, dans Histoires à ne pas fermer l’œil de la nuit, Pocket no 1817, 1980
- Odendahl (1967)
- Olmurani (1968)
- The Golden Tiki (1968)
- South of the Moon (1969)
- Gunman in Town (1969)
- Quit Screaming (1969)
- Goodbye, Pops (1969), (Prix Edgar-Allan-Poe de la meilleure nouvelle) Publié en français sous le titre Adieu, Pops, dans Histoires à lire toutes lumières allumées, Pocket no 1816, 1980 ; réédition sous le titre Adieu, P'pa ! , dans Choix de Maîtres, Éditions Albin Michel, coll. Spécial Suspense, 2003
- The Criminal (1970)
- The Bear's Paw (1970)
- The Andrech Samples (1970)
- Force 12 (1971)
- Trouble at 81 Fathoms (1971)
- You're Putting Me On -- Aren't You ? (1971)
- The War Club (1972)
- Watch for It (1973) Publié en français sous le titre Lisez la presse révolutionnaire, dans Histoires à lire toutes portes closes, Pocket no 1815, 1980
- Kirinyga (1975)
- Rope Enough (1976)
- Raptor (1983) Publié en français sous le titre Raptor, dans Anthologie du Mystère 89. Les dernières nouvelles du crime, Le Livre de poche no 6561, 1989
- Smart Guys Don't Snore (1987)
- Detectivitis, Anyone ? (1988)
- Dance of the Dead (Spring 1991)
- Sleep the Big Sleep (1991)
- Ishmael (1993) Publié en français sous le titre Ismaël, dans Le Nouveau Noir Tome 1, Gallimard, La Noire, 1997
- Summer Fog (2001)
- Unscrutable (2001) Publié en français sous le titre Énigmatique, dans Moisson noire 2003, Rivages/Thriller 2003

## Filmographie
- No Immunity for Murder (Prix Edgar-Allan-Poe du meilleur scénario de série télévisée), Bad Dude et Case Without a File, épisodes de la série télévisée Kojak réalisés par Andy Sidaris, Sigmund Neufeld Jr. et Nicholas Sgarro entre 1975 et 1977
- Plusieurs épisodes de la série télévisée Madame Columbo en 1979
- Hammett d’après son roman éponyme, réalisé par Wim Wenders en 1982
- Seven Dead Eyes, épisode de la série télévisée Mike Hammer, réalisé par James Frawley en 1984
- Let's Steele a Plot, épisode de la série télévisée Les Enquêtes de Remington Steele réalisé par Christopher Hibler en 1984
- A Pretty Good Dancing Chicken, épisode de la série télévisée Magnum réalisé par Bernard L. Kowalski en 1985
- Death Trip, épisode de la série télévisée Hooker, réalisé par Chuck Bowman (en) en 1986
- Blind Chess, épisode de la série télévisée Un privé nommé Stryker, réalisé par Jerry Jameson en 1989

## Sources
- Claude Mesplède (dir.), Dictionnaire des littératures policières, vol. 1 : A - I, Nantes, Joseph K, coll. « Temps noir », 2007, 1054 p. (ISBN 978-2-910686-44-4, OCLC 315873251), p. 859-860.
- Claude Mesplède et Jean-Jacques Schleret, SN, voyage au bout de la Noire : inventaire de 732 auteurs et de leurs œuvres publiés en séries Noire et Blème : suivi d'une filmographie complète, Paris, Futuropolis, 1982, 476 p. (OCLC 11972030), p. 165-166.
- Claude Mesplède, Les années "Série noire" : bibliographie critique d'une collection policière, vol. 3 : 1966-1972, Amiens, Editions Encrage, coll. « Travaux / 22 », 1994 (ISBN 978-2-906389-53-3).
- Claude Mesplède, Les années "Série noire" bibliographie critique d'une collection policière, t. 4 : 1972-1982, Amiens, Encrage, coll. « Travaux » (no 25), 1995 (ISBN 978-2-906389-63-2).
- Polar no 24